# 1821 en mathématiques
| Années des mathématiques : 1818 - 1819 - 1820 - 1821 - 1822 - 1823 - 1824    |
| Décennies des mathématiques : 1790 - 1800 - 1810 - 1820 - 1830 - 1840 - 1850 |

Cet article présente les faits marquants de l'année 1821 en mathématiques.

## Naissances

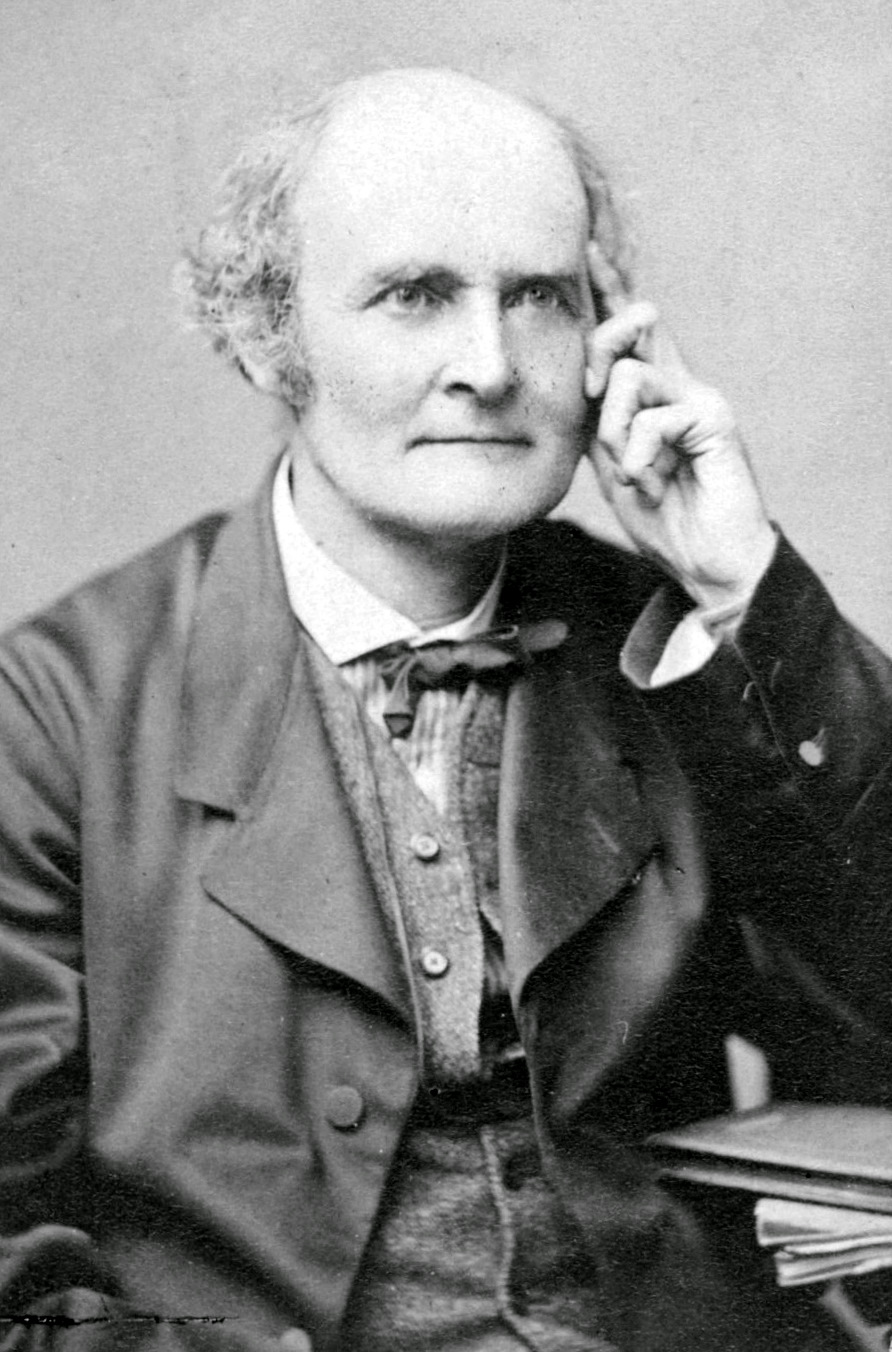
Arthur Cayley

- 15 mars : Eduard Heine (mort en 1881), mathématicien allemand.
- 16 mai : Pafnouti Tchebytchev (mort en 1894), mathématicien russe.
- 13 juillet : Heinrich Durège (mort en 1893), mathématicien allemand.
- 16 août : Arthur Cayley (mort en 1895), mathématicien britannique.
- 24 octobre : Ludwig Seidel (mort en 1896), mathématicien, physicien de l'optique et astronome allemand.

## Décès
- 25 janvier : Honda Toshiaki (né en 1743), mathématicien, économiste et savant japonais.
- 25 février : Jean-Baptiste d'Estienne du Bourguet (né en 1760), capitaine de vaisseau et mathématicien français.
- 15 mai : John Bonnycastle (né en 1751), mathématicien et écrivain britannique.
- 28 novembre : Samuel Vince (né en 1749), mathématicien, physicien et astronome britannique.